# Vidit Santosh Gujrathi
Dans ce nom indien, Santosh Gujrathi est le nom du père et Vidit est le nom personnel.
Vidit Santosh Gujrathi ou Vidit est un joueur d'échecs indien né le 24 octobre 1994 à Indore.
En 2021, Vidit se qualifia pour le quart de finale de la Coupe du monde d'échecs 2021.
Au 17 novembre 2024, Vidit est le numéro trois indien et le 15ème joueur mondial avec un classement Elo de 2 739 points.

## Biographie et carrière

### Champion du monde des moins de 14 ans
Vidit Santosh Gujrathi, alors maître de la Fédération internationale des échecs, termine 15e du championnat d'Inde d'échecs 2008 (7 points sur 13) puis, la même année, il remporte le championnat du monde d'échecs de la jeunesse des moins de quatorze ans (9/11). Enfin, en 2009, il termine 44e du championnat d'Asie d'échecs (5,5/11). À la suite de ces trois compétitions, il reçoit le titre de Maître International lors du 80e congrès de la FIDE en octobre 2009.
En 2009, il termine également deuxième du championnat du monde d'échecs de la jeunesse (moins de 16 ans) à égalité (9/11) avec le vainqueur Panayappan Sethuraman, puis, il se classe 8e au championnat asiatique d'échecs de la jeunesse (5/9), également dans la catégorie des moins de 16 ans.

### Championnats d'Inde et  d'Asie
Vidit finit l'année 2009 avec une 4e place au championnat d'Inde d'échecs (8,5/13).
En janvier 2010, Vidit dépasse les 2 500 points au classement Elo, il s'agit de l'une des conditions pour obtenir le titre de grand maître international. Durant l'année, il participe à quelques compétitions dont le championnat d'Asie d'échecs junior (en) dans lequel il remporte la médaille d'argent grâce à sa seconde place (7/9) et le championnat d'Inde d'échecs junior où il finit à la 11e place (7/11). Finalement, il termine l'année avec le championnat d'Inde d'échecs 2010 où il se classe cinquième (8/13). 
Sa 16e place au championnat du monde d'échecs junior 2011 (8/13) aide à son obtention du titre de grand maître international puisqu'elle est une norme, c'est-à-dire un résultat à réaliser afin d’obtenir un des titres délivrés par la Fédération internationale. Également, en 2011, il participe au championnat d'Asie d'échecs et au championnat d'Asie de blitz dans lesquels il termine respectivement 27e (4,5/9) et 11e (5,5/9). Enfin, pour la troisième année consécutive, il participe au championnat d'Inde d'échecs où il termine à nouveau cinquième (8,5/13). 
En 2012, Vidit se classe respectivement deuxième et troisième au championnat d'Inde d'échecs (8,5/13) et au championnat d'Inde junior (8/11). La même année, il participe au championnat d'Asie d'échecs où il termine à la 20e position (5,5/9).
En janvier 2014, Vidit dépasse pour la première fois de sa carrière les 2 600 points au classement Elo et se classe douzième junior mondial (moins de vingt ans). Par la suite, Vidit participe aux championnats d'Asie d'échecs et de blitz 2014 où il termine 17e (5,5/9) et 9e (5,5/9). Puis, il finit quatrième au championnat d'Inde d'échecs 2014 (7/12)
En 2015, il participe aux trois championnats d'Asie, à savoir de parties classiques, d'échecs rapides et de blitz, où il termine respectivement 4e (6,5/9), 27e (4/7) et 7e (6,5/9).
En 2017, il finit troisième du championnat d'Asie d'échecs (médaille de bronze).

### Grand maître international
Il termine l'année 2012 avec ses places de 3e et 4e aux tournois internationaux Rose Valley (7,5/11) et Nagpur (8/11) qui lui permettront d'obtenir le titre de grand maître international (GMI) au mois de janvier 2013.
Grâce à sa troisième place, il obtient la médaille de bronze au championnat du monde d'échecs junior en 2013.

### Tournois internationaux depuis 2014
En octobre 2014, Vidit finit 5e du championnat du monde d'échecs junior (9/13),. 
En juillet 2014, Vidit remporte le tournoi d'échecs du lac Sevan pour la première fois (6/9). Il le remporte à nouveau en juillet 2016.
Ensuite, en 2015, Vidit participe au tournoi principal de l'Open Aeroflot et termine 30e (5/9).  Finalement, il se classe respectivement 26e et 89e aux championnats du monde d'échecs  de parties rapides (9/15) et de blitz (11/21).
En 2018, il remporte le Tournoi Tata Steel Challengers à Wijk aan Zee, finit premier ex æquo du Tournoi d'échecs Sigeman & Co, troisième ex æquo de l'open de l'île de Man et quatrième du tournoi d'échecs de Poïkovski.
En 2019, il remporte le tournoi Accentus du festival d'échecs de Bienne et marque 7 points sur 11 à l'open de l'île de Man (tournoi Grand Suisse FIDE chess.com), le plus fort open de l'année.
En 2020, Vidit finit premier ex æquo et deuxième après un match départage contre Firouzja, du Masters de Prague À la suite de ce résultat, il est classé 22e joueur mondial en mars 2020.

### Coupes du monde
Vidit a participé à la coupe du monde d'échecs à quatre reprises.
| Année | Lieu            | Résultat        | Ultime adversaire  | Adversaires battus                                                         |
| ----- | --------------- | --------------- | ------------------ | -------------------------------------------------------------------------- |
| 2015  | Bakou           | premier tour    | Lázaro Bruzón      |                                                                            |
| 2017  | Tbilissi        | troisième tour  | Ding Liren         | Neuris Delgado Ramírez Lê Quang Liêm                                       |
| 2019  | Khanty-Mansiïsk | troisième tour  | Wesley So          | Alan Pichot Aleksandr Rakhmanov                                            |
| 2021  | Sotchi          | quart de finale | Jan-Krzysztof Duda | Alexandr Fier Baskaran Adhiban Jeffery Xiong Vasif Durarbayli              |
| 2023  | Bakou           | quart de finale | Nidjat Abassov     | Dimítrios Mastrovasílis Matthias Blübaum Étienne Bacrot Ian Nepomniachtchi |

Grâce à sa qualification en quart de finale de la Coupe du monde d'échecs 2021, Vidit est qualifié pour le Grand Prix FIDE 2022. Il participe au premier tournoi du Grand Prix disputé à Berlin (deuxième de la poule C) et au deuxième tournoi disputé à Belgrade (deuxième de la poule C). Il termine douzième du classement général du Grand Prix (vingt-cinq joueurs).

### Compétitions par équipes
En 2015, Vidit participe à plusieurs compétitions par équipes dont le championnat d'Inde d'échecs par équipes qu'il remporte avec brio grâce à 9 victoires sur 9 pour son équipe.
Vidit Santosh Gujrathi a représenté l'Inde au quatrième échiquier lors du championnat du monde d'échecs par équipes de 2015  dans lequel l'équipe nationale d'Inde, dont il fait partie, se classe 9e sur les dix équipes en lice (Vidit finit cinquième des joueurs jouant au quatrième échiquier).
En avril 2016, il remporta la médaille d'or par équipe et la médaille d'or individuelle au troisième échiquier (avec sept points sur neuf, +5 =4) lors du championnat d'Asie par équipe.
En 2017, lors du championnat du monde par équipe, il remporte la médaille bronze individuelle au premier échiquier de l'Inde qui finit quatrième de la compétition. Il est absent de l'équipe d'Inde qui finit quatrième du championnat du monde en 2019.
En 2020, il est capitaine de l'équipe d'Inde qui partage la première place avec la Russie lors de la première Olympiade d'échecs en ligne.
En octobre 2022, il remporte la Coupe d'Europe des clubs d'échecs en marquant 6 points sur 7 (six victoires d'affilée suivies d'une défaite lors du dernier match) au deuxième échiquier de l'équipe d'AVE Nový Bor.
Il joue au deuxième échiquier de l'équipe indienne qui termine à la quatrième place de l'Olympiade d'échecs de 2022.
En 2024 il est quatrième échiquier au sein de l'équipe qui remporte l'Olympiade à Budapest.